# آلمان شرقی در المپیک تابستانی ۱۹۷۶
آلمان شرقی (جمهوری دموکراتیک آلمان) در المپیک تابستانی ۱۹۷۶ که در مونترآل، کانادا برگزار شد، یکی از موفق‌ترین عملکردهای خود در تاریخ بازی‌های المپیک را به ثبت رساند. این کشور با کاروانی بسیار قدرتمند در این رقابت‌ها شرکت کرد و توانست در جدول مدال‌ها در رده دوم پس از اتحاد جماهیر شوروی قرار گیرد.

### اطلاعات کلی
| کشور                        | آلمان شرقی آلمان شرقی       |
| --------------------------- | --------------------------- |
| کد کمیته ملی المپیک         | GDR                         |
| نام کمیته ملی               | کمیته ملی المپیک آلمان شرقی |
| مکان برگزاری                | مونترآل، کانادا             |
| تاریخ برگزاری               | ۱۷ ژوئیه تا ۱ اوت ۱۹۷۶      |
| تعداد ورزشکاران             | ۲۶۷ (۱۵۴ مرد و ۱۱۳ زن)      |
| تعداد رشته‌ها                | ۱۷ رشته                     |
| جایگاه نهایی در جدول مدال‌ها | دوم                         |
| مجموع مدال‌ها                | ۹۰ مدال                     |
| طلا                         | ۴۰                          |
| نقره                        | ۲۵                          |
| برنز                        | ۲۵                          |

### دستاوردهای مهم
- آلمان شرقی موفق به کسب ۴۰ مدال طلا شد، که بیشترین تعداد مدال طلای این کشور در تاریخ المپیک محسوب می‌شود.
- در این دوره، آلمان شرقی بالاتر از کشورهایی مانند ایالات متحده قرار گرفت.
- ورزشکاران زن آلمان شرقی به ویژه در رشته‌های دوومیدانی، شنا و قایقرانی عملکردی درخشان داشتند.

### رشته‌های برجسته
- دوومیدانی (Athletics): با کسب چندین مدال طلا در بخش زنان و مردان، این رشته نقطه قوت اصلی تیم آلمان شرقی بود.
- شنا: تیم شنای زنان با عملکردی فوق‌العاده موفق به کسب مدال‌های متعدد شد.
- قایقرانی (روئینگ): آلمان شرقی در این رشته یکی از برترین تیم‌های دنیا بود و در المپیک مونترآل مدال‌های زیادی کسب کرد.
- وزنه‌برداری: وزنه‌برداران آلمان شرقی در رده‌های سبک و سنگین چندین مدال کسب کردند.
- ژیمناستیک: ژیمناست‌ها نیز سهمی در موفقیت این کشور داشتند.

### جدول مدال‌ها
| رده | کشور                                    | طلا | نقره | برنز | مجموع |
| --- | --------------------------------------- | --- | ---- | ---- | ----- |
| 1   | اتحاد جماهیر شوروی اتحاد شوروی          | ۴۹  | ۴۱   | ۳۵   | ۱۲۵   |
| 2   | آلمان شرقی آلمان شرقی                   | ۴۰  | ۲۵   | ۲۵   | ۹۰    |
| 3   | ایالات متحده آمریکا ایالات متحده آمریکا | ۳۴  | ۳۵   | ۲۵   | ۹۴    |

### حواشی
- عملکرد بی‌سابقه ورزشکاران زن آلمان شرقی در رشته‌هایی مانند شنا، با انتقادات و اتهاماتی درباره دوپینگ سازمان‌یافته در سال‌های بعد مواجه شد.
- بسیاری از رکوردهایی که توسط آلمان شرقی در این دوره ثبت شد، تا سال‌ها دست‌نخورده باقی ماندند.